# Ringina antarctica
Ringina antarctica là một loài nhện trong họ Linyphiidae.
Loài này thuộc chi Ringina. Ringina antarctica được Vernon Victor Hickman miêu tả năm 1939.